# Terrette
Die Terrette ist ein Fluss in Frankreich, der im Département Manche in der Region Normandie verläuft. Sie entspringt im nördlichen Gemeindegebiet von Cerisy-la-Salle, entwässert in vielen Richtungsänderungen generell in nördlicher Richtung, durchquert den Regionalen Naturpark Marais du Cotentin et du Bessin und mündet nach rund 29 Kilometern an der Gemeindegrenze von Graignes-Mesnil-Angot und Tribehou als rechter Nebenfluss in die Taute.

## Orte am Fluss
(Reihenfolge in Fließrichtung)
- Carantilly
- Le Mesnil-Amey
- Amigny
- Le Hommet-d’Arthenay
- Tribehou